# تشختین
تشختین (به چکی: Čechtín) یک منطقهٔ مسکونی در جمهوری چک است که در منطقه تربیچ واقع شده‌است. تشختین ۶٫۳۳ کیلومتر مربع مساحت و ۳۰۰ نفر جمعیت دارد و ۵۳۴ متر بالاتر از سطح دریا واقع شده‌است.